# محمد جمالي (شبانكارة)
محمد جمالي (بالفارسية: محمدجمالی) هي قرية تقع في إيران في قسم شبانكارة الريفي. يقدر عدد سكانها بـ 827 نسمة بحسب إحصاء 2016.